# Волков, Владимир Акимович
Влади́мир Аки́мович Во́лков (7 декабря 1936, Орёл — 4 февраля 2012, Москва) — советский и российский историк науки и архивист. Кандидат исторических наук.

## Биография

### Семья
Отец — Волков Аким Никифорович (6 (19) сентября 1887, г. Мирополье Суджанского уезда Курской губернии — 3 сентября 1960, Орёл) — заслуженный учитель РСФСР, преподаватель математики. Мать — Волкова (Жданова) Валентина Никандровна (1 (14) ноября 1907, Тула — 7 октября 1993, Москва).

### Образование
Среднее образование получил в Орле. В 1944 поступил в школу № 26, а по окончании её работал лаборантом в школе № 2. В 1957 стал студентом биолого-почвенного факультета МГУ, с третьего курса специализировался на кафедре микробиологии. В 1959 по семейным обстоятельствам вынужден был оставить учёбу. В 1960 возобновил обучение, но уже в Московском историко-архивном институте, который закончил по специальности историко-архивоведение. Был учеником историка-медиевиста Ф. А. Коган-Бернштейн. Без отрыва от основной работы в 1965—1971 учился в МХТИ, где получил вторую специальность — инженер-химик-технолог.

### Трудовая деятельность
В 1959 в течение нескольких месяцев работал старшим техником в бюро экспедиций Центрального института курортологии и физиотерапии, участвовал в экспедиции на Дальний Восток. С 1963 находился на выборной комсомольской работе в Первомайском райкоме ВЛКСМ; в 1964—1965 занимал должность заместителя директора профтехучилища № 7 при машиностроительном заводе «Салют». В конце 1965 переведён в аппарат Государственного комитета Совета министров РСФСР на должность старшего инженера управления городских профтехучилищ, где проработал до марта 1969.
В марте 1969 избран по конкурсу младшим научным сотрудником Института истории естествознания и техники АН СССР. С этим институтом связана вся его дальнейшая трудовая деятельность. Несколько лет работал в секторе истории химических наук. В 1972 в Московском институте народного хозяйства имени Г. В. Плеханова защитил диссертацию по теме «Химическая промышленность в первые годы советской власти (1917—1925)» на степень кандидата исторических наук. В 1973—1978 работал учёным секретарём ИИЕТ AH СССР, а в 1978—1990 — старшим научным сотрудником сектора «История науки и логика» под руководством академика Б. М. Кедрова.
В начале 1990-х организовал и возглавил проблемную группу «Российская профессура», которой руководил до конца жизни.
Скоропостижно скончался 4 февраля 2012, похоронен в Москве на Востряковском кладбище.

## Научная деятельность
Основное направление деятельности — разработка вопросов истории отечественной науки и техники, прежде всего истории химии и химической промышленности в СССР. Работая в архивах и библиотеках Москвы, Санкт-Петербурга, Киева, Харькова, Одессы, Праги, Варшавы и пр., ввёл в научный оборот большое количество ранее неизвестных архивных документов о научной деятельности учёных (неизвестные рукописи, научную переписку, материалы к биографиям и т. д.).
Автор более 200 научных трудов, в том числе монографий, брошюр и статей. Среди них такие биографические справочники и хроники, как «Химики», «Выдающиеся химики мира», «Наука и техника СССР» и др. С начала 90-х годов XX века активно занимался историей дореволюционной российской профессуры. Был инициатором издания и ведущим автором серии биографических словарей «Российская профессура» в совокупности включивших биографии около 3000 профессоров российских высших учебных заведений.
Принимал активное участие в подготовке таких биографических словарей, как «Золотая книга эмиграции» (1997), «Российская еврейская энциклопедия» (1994—1995). Написал ряд статей по истории освоения Арктики. Работая в группе «Наука в Воркутлаге», занимался поиском архивных документов, посвящённых репрессированным учёным, работавшим в ИТЛ на Крайнем Севере. Работы по истории науки и техники были изданы в Германии, Болгарии, США, Нидерландах, Японии, Польше и Великобритании.
Участник научных съездов, конференций и симпозиумов по истории науки и техники. Привлекался руководством Академии наук в качестве консультанта ряда научных выставок. Так, он подготовил тематико-экспозиционный план первой выставки АН СССР, посвящённой истории отечественной науки (Токио — Осака — Сендай, 1987), разделы и оформление Всесоюзной выставки АН СССР «Глобальные проблемы современности и общественные науки» (Москва, 1988). В 1988 участвовал в конкурсной разработке проекта советской экспозиции на ЭКСПО-92 (Испания). Участвовал в разработке проекта фотовыставки о жизни и деятельности русского химика-эмигранта В. Н. Ипатьева, приуроченной к открытию Конгресса соотечественников (Москва, 1991). C 1969 — член Российского химического общества им. Д. И. Менделеева. С 1986 — член редколлегии журнала «Вопросы истории естествознания и техники». В 1988 награждён серебряной медалью ВДНХ за монографию «Наука и техника СССР 1917—1987». Стипендиат Международного фонда «Культурная инициатива» («Российская профессура. XVIII — начало XX вв.», 1992—1993).

### Научные труды
- Григорий Семёнович Петров. — М.: Наука, 1971 (в соавт. с Л. С. Солодкиным).
- В. И. Ленин и развитие химической промышленности в СССР. — М.: Наука, 1975.
- Владимиров, С. В. Волков, В. А. Разум против догмы [печатный текст] / С. В. Владимиров, В. А. Волков, Владимир Акимович; отв. ред.: Б. М. Кедров. — Москва : Наука, 1982. — 163, [3] с.: вкладные [2] л.; 20 см. — (Научно-атеистическая серия / Академия наук СССР) .- Библиография в подстрочных примечаниях.- 100 000 экземпляров.- 65 к.
- Лев Яковлевич Карпов. — М.: Наука, 1984 (в соавт. с В. Л. Карповым, Ю. Л. Карповым и К. И. Сакодынским).
- Химики. Биографический справочник. — Киев: Наукова думка, 1984 (в соавт. с Е. В. Вонским и Г. И. Кузнецовой).
- Наука и техника СССР 1917—1987. Хроника / Сост. Волков В. А., Гвоздецкий В. Л., Орёл В. М., Урманчеев М. А. — М.: Наука, 1987.
- Выдающиеся химики мира: Биографический справочник. — М.: Высшая школа, 1991 (ISBN 5-06-001568-8) (в соавт. с Е. В. Вонским и Г. И. Кузнецовой).
- Гулаговские тайны освоения Севера. — М.: Стройиздат, 2002. — ISBN 5-274-01994-3. (в соавт. с Е. В. Марковой, А. Н. Родным и В. К. Ясным).
- Московские профессора XVIII- начала XX веков. Естественные и технические науки. — М.: Янус-К; Московские учебники и картолитография , 2003. (Деятели науки и просвещения Москвы) ISBN 5-8037-0164-5. (в соавт. с М. В. Куликовой).
- Московские профессора XVIII — начала XX веков. Гуманитарные и общественные науки. — М.: Янус-К, Московские учебники и картолитография, 2006. (Деятели науки и просвещения Москвы) ISBN 5-8037-0318-4. (в соавт. с М. В. Куликовой и В. С. Логиновым).
- Российская профессура. XVIII — начало XX вв. Биологические и медико-биологические науки. Биографический словарь. — СПб.: РХГИ, 2003. — ISBN 5-88812-182-7. (в соавт. с М. В. Куликовой).
- Российская профессура. XVIII — начало XX вв. Химические науки: Биографический словарь. — СПб.: РХГИ, 2004. — ISBN 5-88812-150-9. (в соавт. с М. В. Куликовой).
- Российская профессура. XVIII — начало XX вв. Физико-математические науки: Биографический словарь. — СПб.: Міръ, 2008. — ISBN 978-5-98846-057-2. (в соавт. с М. В. Куликовой).
- Л. В. Чугаев и становление советской химической науки и промышленности // Наука и техника (Вопросы истории и теории): Материалы к годичной конференции Ленинградского отделения Советского национального объединения истории и философии естествознания и техники. Вып. VII. Ч. 2. — Л.: 1972. (в соавт. с Л. В. Фроловой).
- Промышленность тяжёлого органического синтеза // Развитие химической промышленности в СССР: 1917—1980. Сб. научных статей: В 2 т. Т. 2: Развитие отдельных отраслей химической промышленности / Под ред. Л. А. Костандова и Н. М. Жаворонкова. — М.: Наука, 1984. (в соавт. с С. М. Тихомировым).
- Производство химических волокон // Там же (в соавторстве с В. А. Рогозиным).
- А. Е. Чичибабин и В. Н. Ипатьев — трагические судьбы. Архивная копия от 24 сентября 2015 на Wayback Machine // Российские учёные и инженеры в эмиграции / Под ред. Борисова В. П. — М.: ПО «Перспектива», 1993.
- Российская профессура глазами жандармов и чекистов // Культурное наследие российской эмиграции: 1917—1940: В 2 кн. Кн. 1 / Под ред. акад. Е. П. Челышева и проф. Д. М. Шаховского. — М.: Наследие, 1994. — ISBN 5-201-13219-7. (в соавт. с М. В. Куликовой).
- Предыстория советского атомного проекта в автобиографиях учёных // История советского атомного проекта: документы, воспоминания, исследования. Вып. 1 / Отв. ред. и сост. Визгин В. П. — М.: Янус-К, 1998. — ISBN 5-8037-0006-1
- Трагические судьбы физикохимика Г. Н. Антонова и металлурга Н. Т. Беляева Архивная копия от 14 октября 2013 на Wayback Machine // Культурное и научное наследие российской эмиграции в Великобритании (1917—1940): Межд. научная конференция, 29 июня — 2 июля 2000 — М.: Русский путь, 2002. — ISBN 5-85887-142-9
- Девиз «Диолефин»: История получения синтетического каучука // Природа. 1978. № 3.
- Христофор Семёнович Леденцов и его Общество // Природа. 1991. № 2 (в соавт. с М. В. Куликовой).
- Судьба «невозвращенца» (в свете неопубликованных документов) Архивная копия от 24 сентября 2015 на Wayback Machine // Природа. 1993. № 9 (в соавторстве с М. В. Куликовой).
- Российская профессура «под колпаком» у власти Архивировано 27 ноября 2012 года. // Вопросы истории естествознания и техники. 1994. № 2 (в соавт. с М. В. Куликовой).
- Переменчивая судьба Зигмунда Врублевского // Природа. 1997. № 7.
- Ещё раз о Н. И. Вавилове и Т. Д. Лысенко. У истоков «лысенковщины» // Природа, 1997. № 11.
- Общество поддержки научных исследований им. X.С. Леденцова // Вопросы истории. 1997. № 9 (в соавт. с М. В. Куликовой).
- Учёные-узники печорских лагерей ГУЛАГа // Новая и новейшая история. 1998. № 1 (в соавт. с Е. В. Марковой, А. Н. Родным и В. К. Ясным).
- Судьбы интеллигенции в воркутинских лагерях. 1930—1950 годы // Новая и новейшая история. 1999. № 5 (в соавт. с Е. В. Марковой, А. Н. Родным и В. К. Ясным).
- Неизвестный исследователь Арктики // Природа. 2004. № 3.